# Terricula
Terricula är ett släkte av fjärilar. Terricula ingår i familjen vecklare.
Kladogram enligt Catalogue of Life:
| Terricula | \| \| Terricula noctis \| \| \| \| \| \| Terricula violetana \| \| \| \| |
|           | \| \| Terricula noctis \| \| \| \| \| \| Terricula violetana \| \| \| \| |
|           | Terricula noctis                                                         |
|           |                                                                          |
|           | Terricula violetana                                                      |
|           |                                                                          |